# میدان نفتی مجد
میدان نفتی مجد یک میدان نفتی است که اولین بار در دهه ۱۹۸۰ کشف شد اما در آن زمان اعلام شد که از نظر تجاری به صرفه نیست. در سال ۲۰۰۴، شرکت اسرائیلی Givot Olam Oil اعلام کرد که حفاری را از نظر تجاری مقرون به صرفه کرده‌است. این میدان یکی از بزرگ‌ترین میدان‌های نفتی داخل ساحلی اسرائیل است. تولید آن در سال ۲۰۱۰ آغاز شد و نفت و همچنین مقداری گاز طبیعی تولید می‌کند. ذخایر نفت اثبات شده آن حدود ۱٬۵۲۵ میلیون بشکه (۲۴۲٫۵ میلیون متر مکعب) است. .

## دین
توجه توویا لوسکین بنیانگذار گیووت عولام پس از تفسیر یک بررسی زمین‌شناسی این منطقه در سال ۱۹۸۸ به عنوان تأییدی بر عبارتی در کتاب مقدس کتاب تثنیه (۳۳:۱۵) و تفسیر مرتبط با آن توسط راشی به مجد جذب شد. به گفته لوسکین، او در سال ۱۹۹۰ از ربه لوباویچر در نیویورک بازدید کرد و از او برکت گرفت.
در سال ۲۰۱۱، گیووت عولام برای جلوگیری از استفاده از شیرهای آب دستی، ساعت‌های سبت را به سیستم تولیدی خود وارد کرد تا از ممنوعیت‌های مذهبی یهودیان علیه انجام کار در روز سبت استفاده کند.

## حقوق زمین
با قرار گرفتن میدان نفتی مگد در نزدیکی مرز بین اسرائیل و کرانه باختری، موضوع مناقشه بر سر حقوق مالکیت است.
فلسطینی‌ها ادعا می‌کنند که گیووت عولام تنها پس از ایجاد دیوار حائل اسرائیلی در کرانه باختری در غرب میدان که به ادعای آنها در داخل مرزهای رام‌الله و استان البیره قرار دارد، تصمیم گرفت که این میدان از نظر تجاری معنادار است.
به گفته یک منبع در تشکیلات خودگردان فلسطین، ۸۰ درصد میدان نفتی مگد در زمین‌های متعلق به فلسطینی‌ها است. افرایم سنه گفته‌است که اگرچه محل حفاری نفت در اسرائیل است، مخزن نفت ممکن است تا کرانه باختری در نزدیکی روستای رانتیس در کرانه باختری کشیده شده باشد. سنه پیشنهاد کرد که همکاری بین طرف‌های اسرائیلی و فلسطینی می‌تواند به ساخت یک خط لوله مشترک نفت منجر شود.